# خايا
خايا (الاسم العلمي: Khaya)، جنس أشجار من فصيلة الأَزدَرَخْتِيَّة، أنواعه خمسة. ويُطلق عليها اسم الماهوغاني الإقريقي.